# Reticulaphis similis
Reticulaphis similis är en insektsart. Reticulaphis similis ingår i släktet Reticulaphis och familjen långrörsbladlöss. Inga underarter finns listade i Catalogue of Life.